# Wiener Grüngürtel
Der Wiener Grüngürtel um Wien fußt auf dem 1905 beschlossenen Wald- und Wiesengürtel. Dieser war einer der ersten Grüngürtel weltweit, der auch durch Flächenankäufe der Stadt sowie durch rechtliche Schutzmaßnahmen im Rahmen des Flächenwidmungsplans abgesichert war.

## Beschreibung

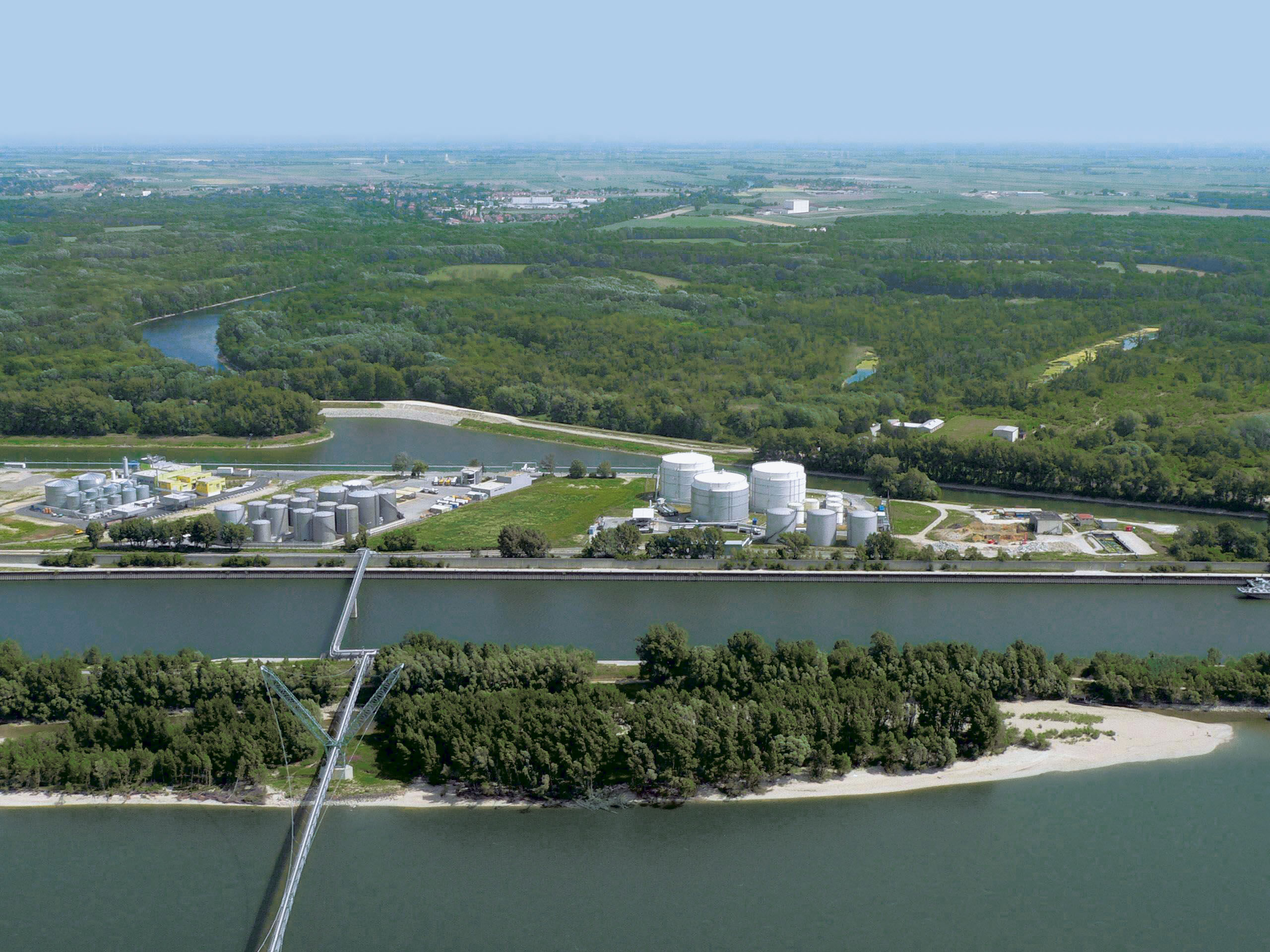
Lobau und Donauinsel (vorne) als Teile des Wiener Grüngürtels

Der Wiener Grüngürtel umschließt heute das gesamte Stadtgebiet und hat eine Gesamtfläche von rund 21.500 ha. Etwa 12.000 ha davon sind durch die Widmungskategorie Schutzgebiet Wald und Wiesengürtel, die in der Flächenwidmungsplanung die höchste Schutzkategorie für Grünflächen ist, rechtlich besonders abgesichert. Landwirtschaftliche Flächen und Parkanlagen in unterschiedlichen anderen Flächenwidmungskategorien ergänzen diese Kernflächen.
Er umfasst folgende großflächige Landschaftsräume in Wien:
- Norden: Bisamberg – landwirtschaftlich genutzte Flächen in der Donaustadt (projektierter Norbert-Scheed-Wald) – Flugfeld Aspern
- Osten: Lobau (Teil des Nationalparks Donau-Auen) – Prater – Simmeringer Haide – Wiener Zentralfriedhof
- Süden: Laaer Berg – Wienerberg
- Westen: Lainzer Tiergarten und Anschluss an den Wienerwald
- Ergänzt wird der Grüngürtel durch das Band der Donau und der zugehörigen Erholungs- und Freiräumen Donauinsel und Alte Donau.

Durch Widmung, Ankauf von Grundflächen und weitere Ausgestaltung soll der Grüngürtel auch in Hinkunft gesichert werden. Als weiterführende Maßnahme wurde 2005 der Biosphärenpark Wienerwald (im Anschluss an den Grüngürtel im Westen) von der UNESCO anerkannt.

## Geschichte
Bereits im Jahr 1898 wurde diskutiert, „an der Peripherie eine 600 Meter breite Zone von der Bebauung auszuschließen und mit Vegetation zu versehen“, um ausreichende Erholungs- und Vergnügungsstätten bereitstellen zu können.
Vor rund 100 Jahren wurde schließlich der Grundstein für den Grüngürtel rund um Wien gelegt. Unter Bürgermeister Karl Lueger beschloss der Gemeinderat am 24. Mai 1905 fast 6000 Hektar – vor allem im Wienerwald und im Süden Wiens – unter Schutz zu stellen. Durch Kriegsgeschehen und Not bedingt, wurde in den Jahren des Ersten und Zweiten Weltkrieges sowie in der Zwischenkriegszeit die Grünraumpolitik eher vernachlässigt. Der erste wirklich große und bedeutende Schritt zur Schließung des Wiener Wald- und Wiesengürtels erfolgte im Jahr 1953 mit den Aufforstungen am Laaer Berg.
In den 1990er Jahren konzipierte die Wiener Stadtplanung die „Leitlinien für die Stadtentwicklung Wiens“. Gleichzeitig wurden mit dem „Grün- und Freiflächenkonzept für den Nordosten Wiens“, dem „1000-Hektar-Programm“, übergeordnete Grünräume definiert. Im November 1994 wurden der Stadtentwicklungsplan (STEP94) und das 1000-Hektar-Programm beschlossen. Damit wurde der Grüngürtel um die Stadt durch den Beschluss des Gemeinderates gesichert und „Tabuzonen“ für die bauliche Entwicklung festgelegt.